# جزایر کیمن در المپیک تابستانی ۲۰۲۴
کاروان المپیکی جزایر کیمن، یکی از کاروان‌های شرکت‌کننده در بازی‌های المپیک تابستانی ۲۰۲۴ بود. این دوره از بازی‌ها از ۲۶ ژوئیه تا ۱۱ اوت ۲۰۲۴ (۵ تا ۲۱ امرداد ۱۴۰۳ خورشیدی) به میزبانی پاریس، پایتخت فرانسه برگزار شد. این حضور، دوازدهمین حضور کاروان جزایر کیمن در المپیک بود. این کاروان پس از نخستین حضور در المپیک ۱۹۷۶، تنها در المپیک ۱۹۸۰ مسکو در پی حمایت از ایالات متحده در تحریم شوروی شرکت نکرد. این کاروان تاکنون موفق به کسب مدالی در المپیک نشده است.

## شرکت‌کنندگان
| ورزش             | مردان | زنان | مجموع |
| ---------------- | ----- | ---- | ----- |
| دو و میدانی      | ۱     | ۰    | ۱     |
| قایقرانی بادبانی | ۰     | ۱    | ۱     |
| شنا              | ۱     | ۱    | ۲     |
| مجموع            | ۲     | ۲    | ۴     |